# Distrito de Zofingen
El distrito de Zofingen (en alemán Bezirk Zofingen) es uno de los once distritos del cantón de Argovia, Suiza. Tiene una superficie de 142,01 km². La capital del distrito es Zofingen.

## Geografía
El distrito de Zofingen limita al norte con los distritos de Gäu (SO) y Olten (SO), al este con los de Aarau y Kulm, al sur con los de Sursee (LU) y Willisau (LU), y al oeste con el de Alta Argovia (BE).

## Comunas
| Distrito de Zofingen | Distrito de Zofingen   | Distrito de Zofingen |
| Comunas              | Población (31.12.2014) | Superficie km²       |
| -------------------- | ---------------------- | -------------------- |
| Aarburg              | 7567                   | 4.41                 |
| Attelwil             | 276                    | 2.19                 |
| Bottenwil            | 798                    | 5.10                 |
| Brittnau             | 3808                   | 13.67                |
| Kirchleerau          | 833                    | 4.36                 |
| Kölliken             | 4303                   | 8.89                 |
| Moosleerau           | 923                    | 3.81                 |
| Murgenthal           | 2876                   | 18.61                |
| Oftringen            | 13 210                 | 12.87                |
| Reitnau              | 1262                   | 5.79                 |
| Rothrist             | 8515                   | 11.87                |
| Safenwil             | 3604                   | 5.99                 |
| Staffelbach          | 1065                   | 8.94                 |
| Strengelbach         | 4656                   | 6.03                 |
| Uerkheim             | 1347                   | 7.09                 |
| Vordemwald           | 1877                   | 10.15                |
| Wiliberg             | 165                    | 1.17                 |
| Zofingen             | 11 210                 | 11.07                |
| Total (18)           | 68 295}}               | 142.01               |

## Cambios desde 2000

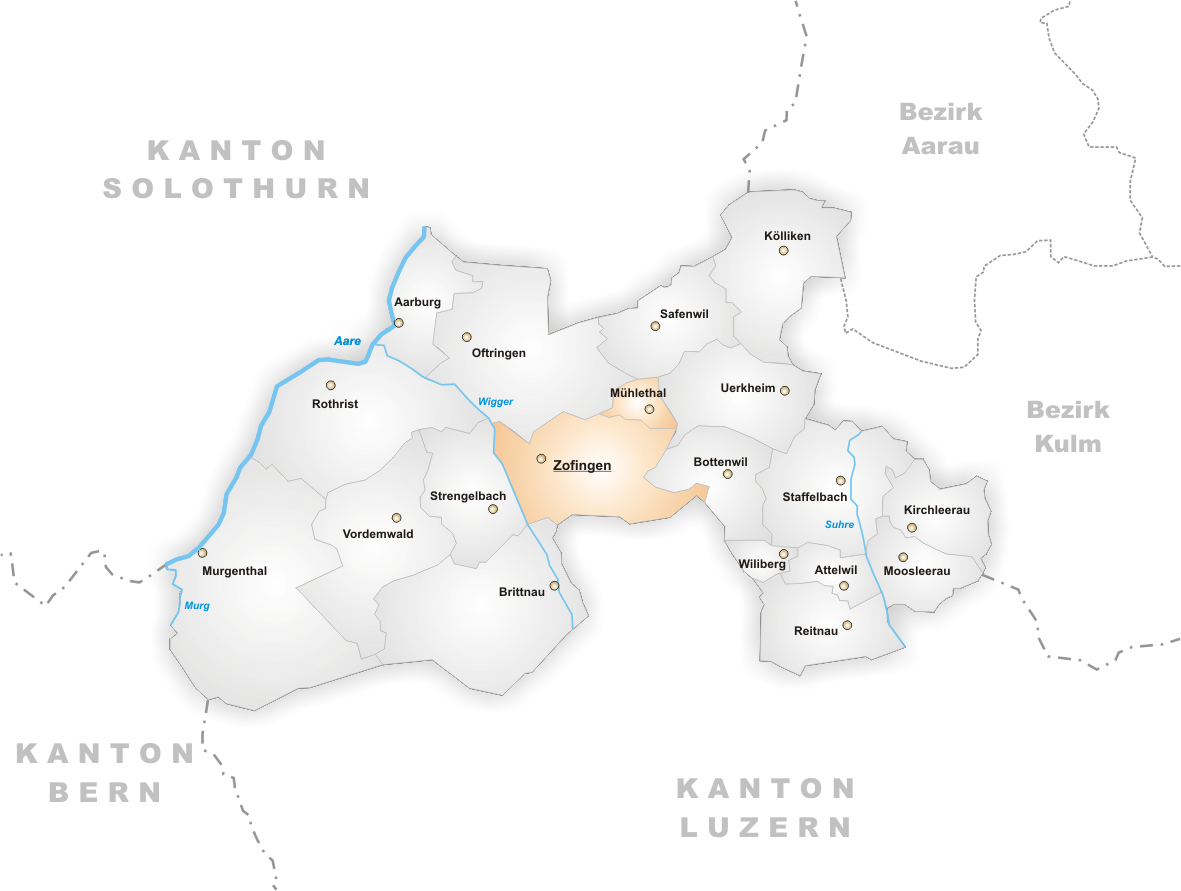
Comunas hasta 2001

### Fusiones
- 2002: Zofingen y Mühlethal → Zofingen